# Szirka
A Szirka régi magyar női személynév, a jelentése szürke.

## Rokon nevek
- Szira:[1] a Szirka alakváltozata.
- Szíra:[1] ismeretlen eredetű és jelentésű női név, de lehet a Szira alakváltozata is.

## Gyakorisága
Az 1990-es években szórványos név, a 2000-es években nem szerepel a 100 leggyakoribb női név között.

## Névnapok
ajánlott névnap:
- augusztus 16.